# Бернгард Ґецке
Бе́рнгард Ґе́цке (або: Бе́рнгард Гьо́цке, нім. Bernhard Goetzke; 5 червня 1884 — 7 жовтня 1964) — німецький актор епохи німого і звукового кіно. З 1917 по 1954 рік знявся більш ніж у 100 фільмах, серед яких «Втомлена Смерть» (1921), «Доктор Мабузе, гравець» (1922), «Нібелунги» (1924).

## Біографія
Бернхард Ґецке народився 5 червня 1884 року в Данцигу. Здобувши акторську освіту, працював у театрах в Хагені, Дюсельдорфі, Дрездені і Берліні.
Почав зніматися в кіно у 1917 році, дебютувавши у фільмі Роберта Віне «Страх» (Furcht), проте найзатребуванішим кінематографом став, починаючи з 1919 року. Його мужня зовнішність, стримана, але виразна міміка і прекрасна здатність скупим жестом передати характер і почуття свого персонажа притягнули до нього увагу видатних німецьких кінорежисерів.
Перші значні ролі Ґецке — йог Рамігані в двосерійному пригодницькому епіку Джое Мая «Індійська гробниця» (Das indische Grabmal, 1921) і титульна роль у філософському експресіоністському фільмі Фріца Ланга «Втомлена Смерть» (Der Müde Tod, 1921). Цей фільм також почав плідну співпрацю Ґецке з Лангом, який зняв його в значних ролях у своїх наступних фільмах «Доктор Мабузе, гравець» (Dr. Mabuse, der Spieler, 1922) в ролі інспектора фон Венка та «Нібелунги» (Die Nibelungen, 1924) в ролі лицаря-барда Фолькера. Заслуговує на увагу також виконання ним ролі інженера Крамера у фільмі Герхарда Лампрехта «Знедолені» (Die Verrufenen, 1925). Ґецке багато знімався в зарубіжних постановках, у тому числі в італійському епіку «Останній день Помпеї» (Gli ultimi giorni di Pompeii, 1926), британському фільмі Альфреда Хічкока «Гірський орел» (1926), у французькому фільмі Анрі Фекура «Монте-Крісто» (Monte Cristo, 1929), радянській екранізації роману Костянтина Федіна «Міста і роки» (Города и годы, 1930).
Останньою головною роллю Гецке стала роль професора Цанге в радянсько-німецькій постановці Григорія Рошаля «Саламандра» (1928).
З появою звукового кіно кінематографічна кар'єра Ґецке пішла на спад, хоча він продовжував регулярно зніматися в ролях другого плану аж до 1944 року, а після цього зрідка з'являвся на екрані до початку 1960-х років. У цей період основну увагу він приділяє роботі в театрі.
Бернгард Ґецке помер у Західному Берліні 7 жовтня 1964 року. У присвяченому йому некролозі зі щорічника «Deutsches Buhnenjahrbuch, 1964» було сказано: «Ґецке з його різкими рисами, високим лобом і пронизливим поглядом, високий і стрункий, був однією з найпомітніших фігур серед акторів німецького німого кіно».

## Обрана фільмографія
Всього Ґецке знявся у 138 фільмах
| Рік  |  | Назва українською             |  | Мовою оригіналу                                             |  | Роль                                              |
| ---- |  | ----------------------------- |  | ----------------------------------------------------------- |  | ------------------------------------------------- |
| 1917 |  | Страх                         |  | Furcht                                                      |  | Мансервант                                        |
| 1919 |  | Мадам Дюбаррі                 |  | Madame DuBarry                                              |  | революціонер                                      |
| 1919 |  |                               |  | Die Pantherbraut                                            |  | священик                                          |
| 1920 |  | Нірвана                       |  | Nirvana                                                     |  |                                                   |
| 1921 |  | Втомлена Смерть               |  | Der müde Tod                                                |  | Смерть, Ель Мот (садівник), імператорський лучник |
| 1921 |  | Брати Карамазови              |  | Die Brüder Karamasoff                                       |  | Іван                                              |
| 1921 |  | Таємниця Бомбея               |  | Das Geheimnis von Bombay                                    |  | індійський авантюрист                             |
| 1921 |  | Індійська гробниця            |  | Das indische Grabmal zweiter Teil — Der Tiger von Eschnapur |  | йог Рамігані                                      |
| 1922 |  | Петро Великий                 |  | Peter der Große                                             |  | Олександр Меншиков                                |
| 1922 |  | Доктор Мабузе, гравець        |  | Dr. Mabuse, der Spieler — Ein Bild der Zeit                 |  | інспектор фон Венк                                |
| 1924 |  | Ночі Декамерона               |  | Decameron Nights                                            |  | Торелло                                           |
| 1924 |  | Нібелунги                     |  | Die Nibelungen: Siegfried                                   |  | Фолькер                                           |
| 1925 |  | Знедолені                     |  | Die Verrufenen                                              |  | Крамер                                            |
| 1926 |  | Гірський орел                 |  | The Mountain Eagle                                          |  | містер Петтігрю                                   |
| 1926 |  | Останній день Помпеї          |  | Gli ultimi giorni di Pompeii                                |  | Арбас                                             |
| 1928 |  | Саламандра                    |  |                                                             |  | професор Цанге                                    |
| 1929 |  | Монте-Крісто                  |  | Monte Cristo                                                |  | абат Фаріа                                        |
| 1930 |  | Міста і роки                  |  | Города и годы                                               |  | полковник фон Шонау                               |
| 1930 |  | Дрейфус                       |  | Dreyfus                                                     |  | генерал Пельє                                     |
| 1930 |  | Альрауне                      |  | Alraune                                                     |  | доктор Петерсен                                   |
| 1931 |  | 1914                          |  |                                                             |  | король Петер                                      |
| 1932 |  | Распутін, демон жінок         |  | Rasputin, Dämon der Frauen                                  |  | Лука Ватер                                        |
| 1936 |  | Кур'єр царя                   |  | Der Kurier des Zaren / Michel Strogoff                      |  | емір Феофар                                       |
| 1939 |  | Роберт Кох, переможець смерті |  | Robert Koch, der Bekämpfer des Todes                        |  |                                                   |
| 1940 |  | Єврей Зюсс                    |  | Jud Süß                                                     |  |                                                   |
| 1943 |  | Парацельс                     |  | Paracelsus                                                  |  |                                                   |
| 1943 |  | Мюнхгаузен                    |  | Münchhausen                                                 |  | Гатті                                             |
| 1961 |  | Єлизавета Англійська          |  | Elisabeth von England                                       |  | Перший лорд                                       |